# Gijs Broeksma
Gijs Broeksma, född 10 december 1999, är en holländsk bågskytt. Han deltog vid olympiska sommarspelen 2020.